# Euagathis fuscinotum
Euagathis fuscinotum är en stekelart som beskrevs av Günther Enderlein 1920. Euagathis fuscinotum ingår i släktet Euagathis och familjen bracksteklar. Inga underarter finns listade i Catalogue of Life.